# Rueda de Alcantarilla
La Rueda de Alcantarilla (también conocida como "Rueda de la Huerta") es una noria situada en la localidad de Alcantarilla (Región de Murcia, España). Se encuentra en el norte del municipio, en las cercanías del Museo Etnológico de la Huerta, y junto con éste es Bien de Interés Cultural (BIC) desde el 30 de julio de 1982

## Historia

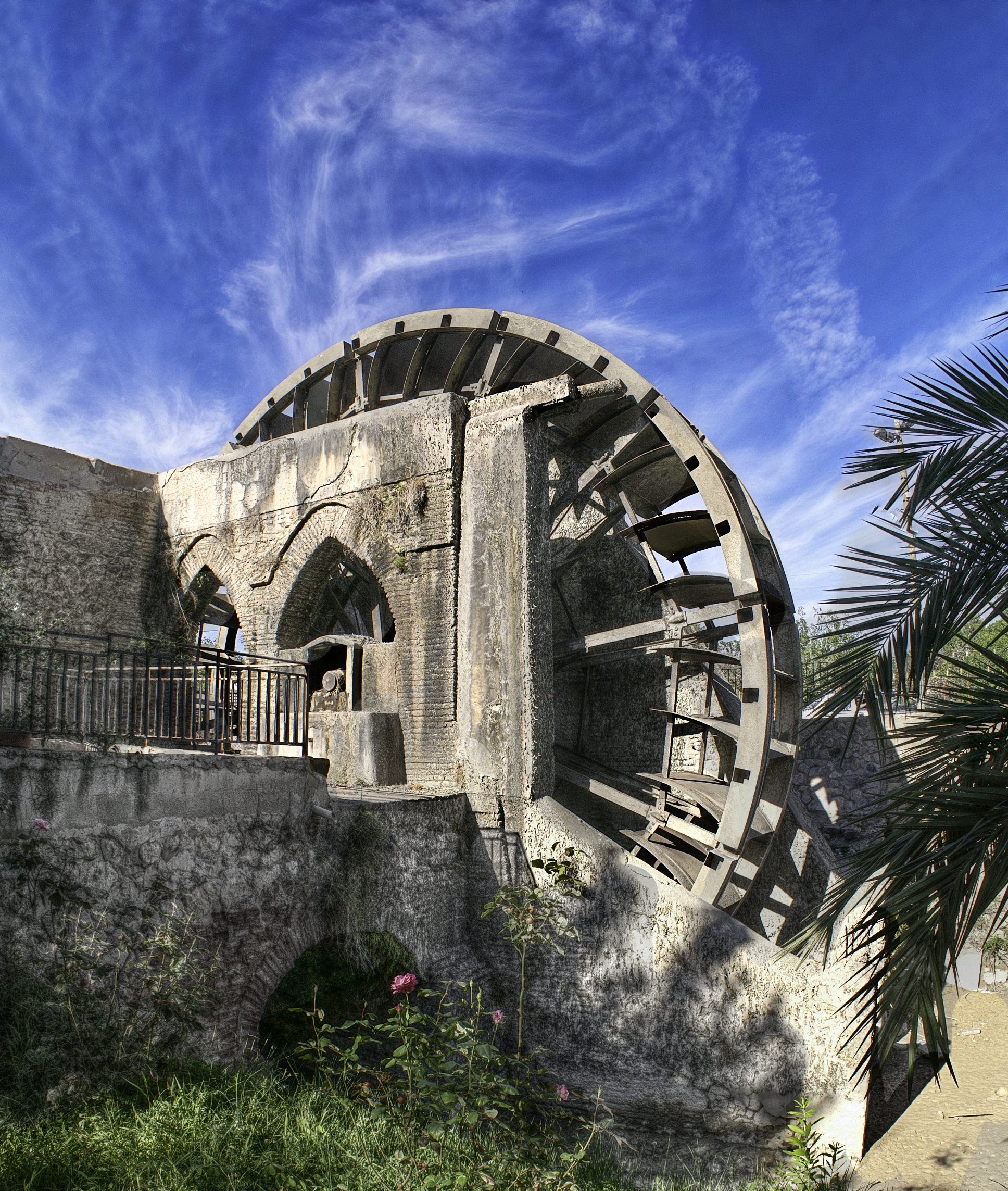
Noria de Alcantarilla

La primera construcción data del siglo XV, era de menor tamaño que la actual y se utilizaba para poder regar las tierras de la zona alta de Alcantarilla, Murcia, elevando el agua de la Acequia Mayor Alquibla o de Barreras (procedente de la Contraparada) a la acequia del Turbedal.
La Rueda de Alcantarilla siempre fue de madera hasta el siglo XIX de la que se sabe tenía 56 cangilones y regaba unas 800 tahúllas.El nombre de cangilones procede del árabe gadus, quienes lo copiaron del griego pádos, que significa jarro. Estos recipientes tienen una capacidad de unos tres litros en las norias menores hasta los treinta en las grandes norias.  En 1890 se construyó una rueda de mayores proporciones con capacidad para doblar su rendimiento.
La noria actual, ya construida en metal, fue instalada en 1956 por la Sociedad Metalúrgica Naval y Terrestre de Alicante, con las mismas medidas de la noria de 1890, tiene 11 metros de diámetro y 1,90 metros de ancho y 8 metros de altura desde la superficie del agua que pasa por la Acequia de Alquibla.

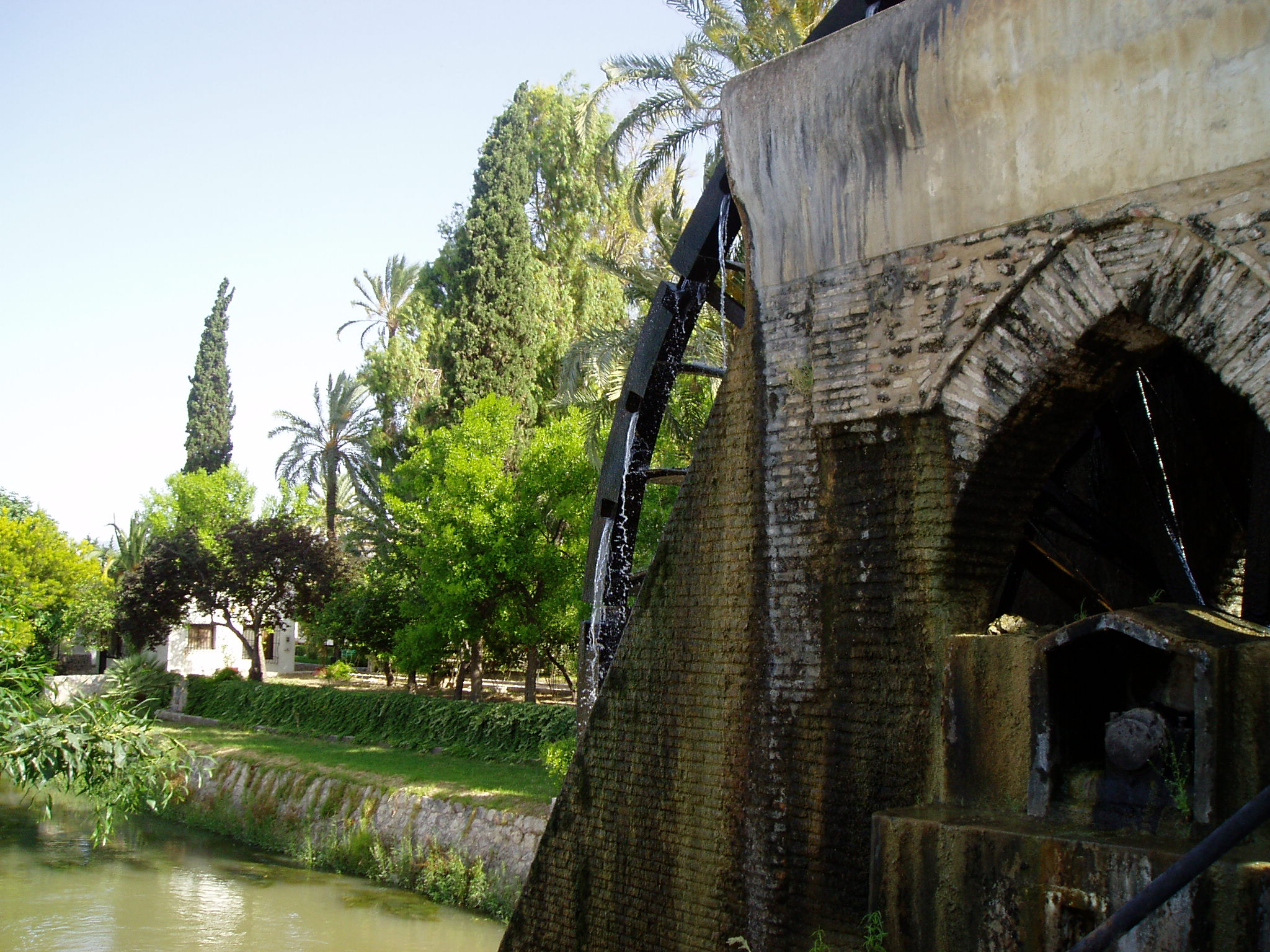
Rueda de Alcantarilla con el Museo etnológico al fondo.

La rueda actual cuenta con 72 cangilones, 36 en cada corona. Estas piezas están huecas y son los encargadas de coger el agua y vaciarla después en el canal que desemboca en el acueducto. Las paletas de la rueda se mueven con la corriente y en este movimiento se llenan de agua los cangilones, que la descargan en una altura diferente, comenzando a regar por gravedad un nuevo territorio más elevado que la altura del agua del cauce original. Las paletas de las grandes norias, como esta, suelen ser curvas para intentar captar la corriente con más intensidad y elevar mayor cantidad de agua.
Para entender la utilidad e importancia de la rueda no hay que olvidar, el cercano acueducto que traslada gran parte del agua hasta la cercana noria. Se trata de un acueducto compuesto de 25 arcos de los cuales algunos ya están desaparecidos.

## Museo Etnológico de la Huerta
Este Museo vio la luz en el año 1967 como muestra de la etnología de la Huerta de Murcia, siendo en su momento y en su clase uno de los primeros de España. 
El recinto del Museo está centrado en diversos ejes: Etnología, Agricultura, Antropología y la cultura del Agua. Comprende 6 elementos principales: Las Barracas y el hábitat huertano, la Rueda o Noria ancestral y airosa, el Museo propiamente dicho; con trajes, utensilios, cerámica y diversos objetos huertanos, la Hidrología, con acequias, brazales, etc., junto con los huertos y sus alrededores mimosamente cuidados. 
En 1982, el conjunto patrimonial del Museo de la Huerta (Acueducto, Rueda y Museo Etnográfico) fue declarado como Monumento Histórico Artístico Nacional.
En el año 1999 se vio totalmente remodelado y ampliado con nuevas instalaciones, aulas polivalentes y salón de actos.